# Instituto de Investigaciones Estéticas

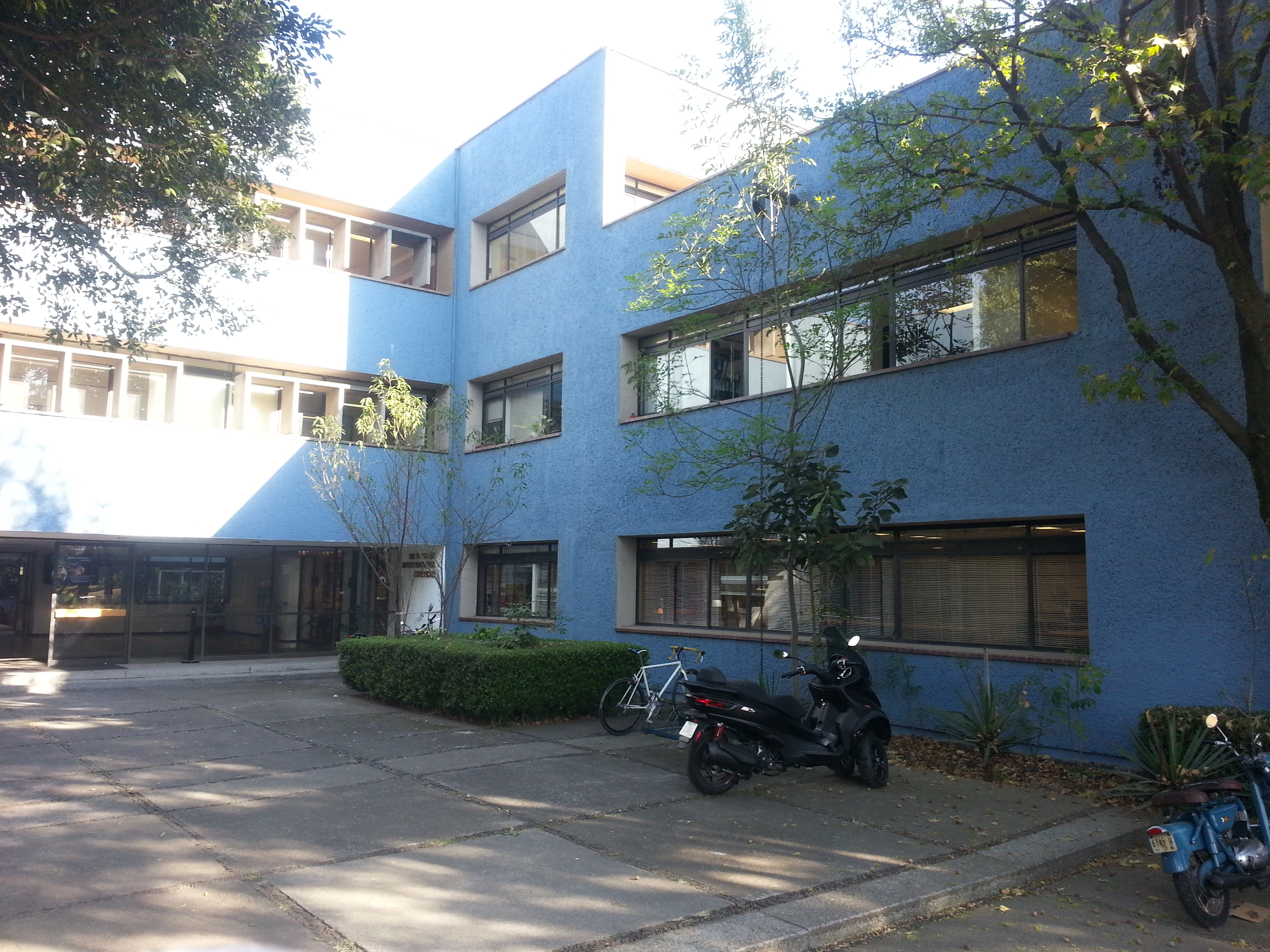
Blick auf das Gebäude des Instituts für ästhetische Forschungen

Das Instituto de Investigaciones Estéticas (IIE) ist ein Institut für ästhetische Forschungen der Universidad Nacional Autónoma de México im Stadtteil Coyoacán von Mexiko-Stadt. Es wurde ursprünglich 1934 unter anderem durch den mexikanischen Kunsthistoriker Manuel Toussaint y Ritter unter dem Namen Laboratorio de Arte (dt.: Kunstlaboratorium) gegründet, der bis zu seinem Tode als Direktor fungierte. Den Namen Instituto de Investigaciones Estéticas trägt die Einrichtung seit 1936.
Neben der Auseinandersetzung mit Kunstgeschichte, -theorie und -kritik gehört auch die Erhaltung und Aufbewahrung des nationalen Kunstkulturgutes zu den Grundzielen der Einrichtung. Das Institut umfasst die Fach- und Forschungsbereiche Architektur, Plastische Künste, Cinematik, Fotografie, Musik, Tanz, Literatur und Theater. Seit 1975 lädt das Institut jährlich zu einem Coloquio Internacional de Historia del Arte ein, das einen akademischen Freiraum für die Debatten unserer Disziplin im internationalen Kontext bietet. Die Forschungs- und Publikationsleistungen des Institutes werden von den folgenden Abteilungen unterstützt:
Das Fotografische Archiv Manuel Toussaint beherbergt über 750 000 Bilder, die das größte visuelle Archiv mexikanischer Kunst konstituieren. Zudem werden in einem angeschlossenen Labor schadhafte Fotografien und Diapositive restauriert. Der Fundus des Archivs dient nicht nur der Forschung und Lehre, sondern wird auch in zahlreichen Fotoausstellungen eingesetzt. Die Bibliothek Justino Fernández ist die größte und bedeutendste kunsthistorische Fachbibliothek in Lateinamerika. Ihr Bestand dient der Forschung und auch der wissenschaftlichen Basis von Ausstellungen und didaktischen Kunstprogrammen im Fernsehen. Die Bibliothek ist international vernetzt durch den Austausch und die Ausleihe von Publikationen. Die Dokumentations-Abteilung führt archivalische Forschungen in verschiedenen Archiven Mexikos durch. Diese werden in den Catálogos de Documentos de Arte zugänglich gemacht. Als Grundlage der Forschungen haben diese aufbereiteten Archivalien einen unschätzbaren Wert.
Das Labor zur Untersuchung von Kunstwerken hat eine umfangreiche technische Ausstattung zur mal- und materialtechnischen Erforschung und Restaurierung von Kunstwerken; in ihm werden zahlreiche mexikanische Kulturgüter untersucht. Im Mai 2008 wurde zudem das Labor für Hypermedien eingerichtet, in dem den Mitarbeitern des Instituts die neuesten digitalen Techniken und Hilfsmittel für die kunsthistorische Forschung und deren Veröffentlichungen zur Verfügung stehen. Die Publikations-Abteilung ist fundamental für die Veröffentlichung und Verbreitung der Forschungsergebnisse des Instituts. Jeder der vom Institut herausgegebenen Titel wird strengsten Qualitätsmaßstäben unterworfen. In dieser Abteilung werden auch die Anales del Instituto de Investigaciones Estéticas produziert, eine internationale kunsthistorische Fachzeitschrift, die zweimal im Jahr erscheint (www.analesiie.unam.mx). Die Publikationen des Instituts werden nicht nur in den universitätseigenen Buchhandlungen vertrieben, sondern auch in wichtigen kommerziellen Buchhandlungen. Zudem wird das Institut bald einen elektronischen Buchkauf anbieten. Die elektronische Zeitschrift Imágenes ist eine Plattform für die Verbreitung von institutsinternen Nachrichten und kurzen Beiträgen zur Kunstgeschichte. Ihr schnell erfassbarer Inhalt hat sie zu einem der beliebtesten elektronischen Portale des Instituts gemacht.